# Camaragibe
Camaragibe là một đô thị thuộc bang Pernambuco, Brasil. Đô thị này có diện tích 48,3 km², dân số năm 2007 là 133554 người, mật độ 2765,09 người/km².